# Danilo Sbardellotto
Danilo Sbardellotto (Valdisotto, 23 ottobre 1960) è un allenatore di sci alpino ed ex sciatore alpino italiano.

## Biografia

### Carriera sciistica
Specialista delle prove veloci originario di Santa Lucia di Valdisotto, fece parte dal 1980 al 1992 della nazionale maschile di sci alpino. In Coppa del Mondo ottenne il primo dei suoi 38 piazzamenti a punti il 4 marzo 1980 a Lake Louise in discesa libera (12º) e il primo podio il 10 gennaio 1983 a Val-d'Isère, quando chiuse 3º nella medesima specialità dietro allo svizzero Conradin Cathomen e al canadese Ken Read. Esordì ai Giochi olimpici invernali a Sarajevo 1984, dove fu 20º nella discesa discesa libera, e ai Campionati mondiali a Bormio 1985 (13º nella discesa libera, non classificato nella combinata).
Ai Mondiali di Crans-Montana 1987 si classificò 15º nella discesa libera, mentre l'anno dopo, ai XV Giochi olimpici invernali di Calgary 1988, fu 10º nella discesa discesa libera e non completò la combinata. Nella stessa stagione ottenne il suo miglior piazzamento in Coppa del Mondo, nonché secondo e ultimo podio: 2º nella discesa libera di Åre del 20 marzo 1988, battuto solo dallo svizzero Karl Alpiger. Ai Mondiali di Vail 1989 si piazzò 13º nella discesa libera; ottenne l'ultimo piazzamento in Coppa del Mondo il 18 gennaio 1992 a Kitzbühel nella medesima specialità (28º) e l'ultima gara della sua carriera fu la discesa libera dei XVI Giochi olimpici invernali di Albertville 1992, non completata da Sbardellotto.

### Carriera da allenatore
Dopo il ritiro Sbardellotto è diventato allenatore di sci alpino, guidando anche i discesisti della squadra B della nazionale italiana; dal 2014 si occupa delle specialità veloci nel settore giovanile dello Sci Club Lecco.

## Palmarès

### Coppa del Mondo
- Miglior piazzamento in classifica generale: 23º nel 1988
- 2 podi (entrambi in discesa libera):
  - 1 secondo posto
  - 1 terzo posto

### Campionati italiani
- 7 medaglie[2]:
  - 2 ori (discesa libera nel 1982; supergigante nel 1987)
  - 4 argenti (discesa libera nel 1986; discesa libera nel 1987; discesa libera, supergigante nel 1990)
  - 1 bronzo (discesa libera nel 1988)